# لئون سملینگ
لئون سملینگ (به انگلیسی: Léon Semmeling) بازیکن فوتبال اهل بلژیک و عضو تیم ملی فوتبال بلژیک است که در تاریخ ۲۰ مه ۱۹۶۱ میلادی اولین بازی ملی‌اش را مقابل تیم ملی فوتبال سوئیس انجام داد. او در ۳۵ بازی ملی حضور داشت و جمعاً ۲۸۹۹ دقیقه برای تیم ملی فوتبال بلژیک به میدان رفت. لئون سملینگ آخرین بازی ملی خود را در تاریخ ۱۸ نوامبر ۱۹۷۳ میلادی در برابر تیم ملی فوتبال هلند انجام داد. وی در بازی‌های ملی‌اش ۲ گل به ثمر رساند.